# Martin (achternaam)
Martin is een achternaam die in een aantal talen veelvuldig voorkomt en afkomstig is uit het Frans. Het succes van de achternaam is waarschijnlijk te danken aan de heilige Martinus van Tours.
In Frankrijk is het de meest voorkomende achternaam: 228.857 inwoners van dat land hebben die familienaam, voornamelijk in het midden en het noorden van dat land. In Wallonië is het de op twee na meest voorkomende familienaam (6.513 personen). Enkel Dubois en Lambert komen meer voor. In het Brussels Hoofdstedelijk Gewest is de naam uit de top-10 gevallen.

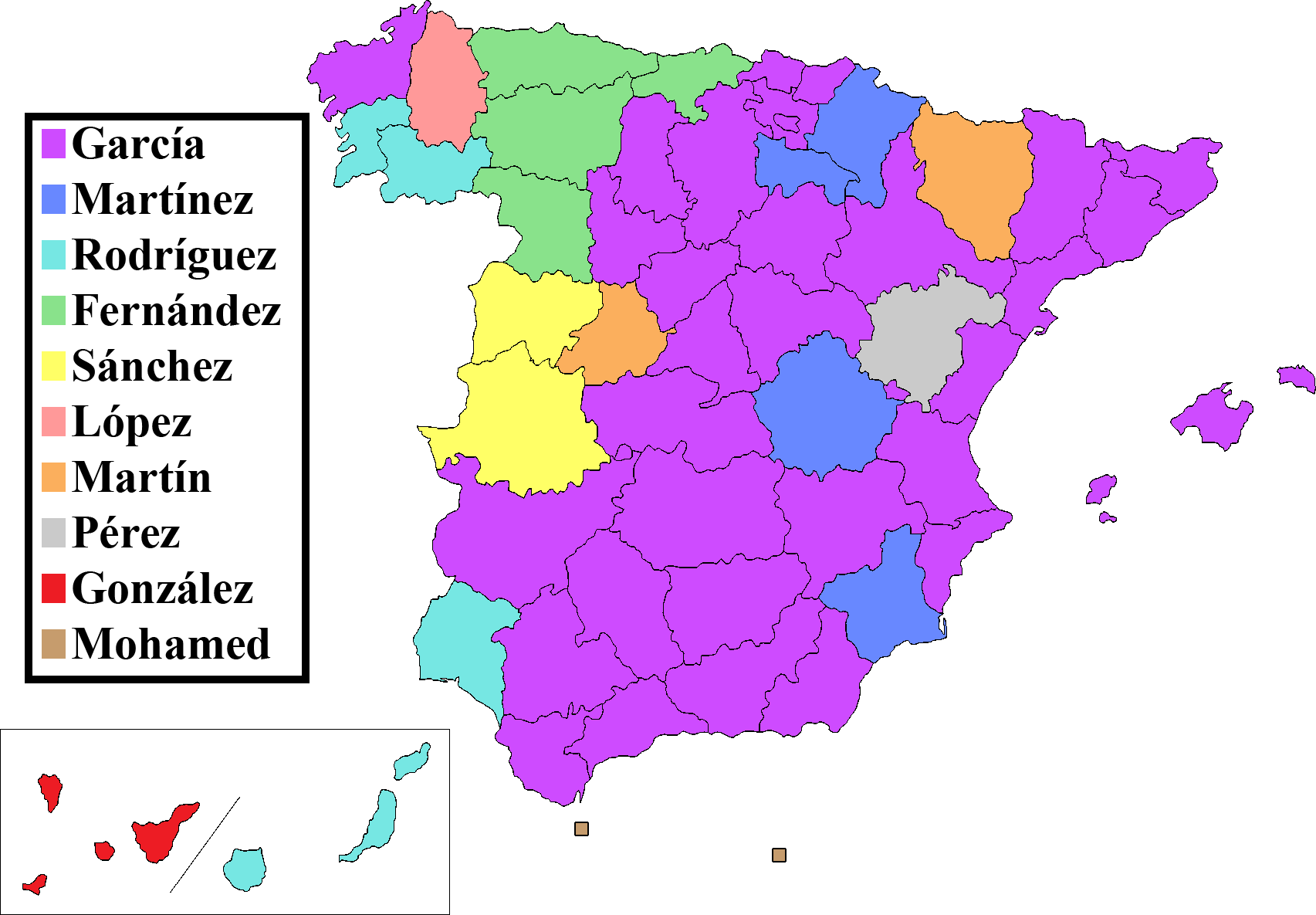
Meest voorkomende achternamen in Spanje naar provincie

In Spanje is het de op negen na meest voorkomende achternaam. Daar hebben 489.958 personen, oftewel 1,05% van de inwoners, Martín als eerste achternaam (Spanjaarden hebben twee achternamen waarvan de eerste de belangrijkste is, zie Iberische en Ibero-Amerikaanse achternamen). De naam komt het meest voor in de gebieden die historisch gezien tot de Kroon van Castilië behoren, aangezien dat gebied na de Reconquista voor een deel bevolkt is met mensen afkomstig uit Frankrijk. De inheems Spaanse achternaam afgeleid van Martin is Martínez, met het achtervoegsel -ez dat waarschijnlijk "Zoon van" betekent, zoals dat ook te zien is bij namen als Rodríguez, Fernández, González en Pérez.
Ook in Latijns-Amerika is het een veelvoorkomende achternaam.